# Eugenio Martín Melendro
Eugenio Martín Melendro (Palencia, siglo XVIII) fue un escribano y prócer neogranadino.
Es reconocido por su papel como secretario del Cabildo de Santa Fe y redactor del Acta del Cabildo Extraordinario de Santa Fe durante los acontecimientos del 20 de julio de 1810, fecha que marca el inicio del proceso de independencia de Colombia.
Se desempeñó como escribano del Cabildo abierto de Santa Fe y participó en la redacción y firma del Acta del Cabildo Extraordinario del 20 de julio de 1810, actuando en nombre de la Junta Suprema de Gobierno formada ese mismo día. Fue el encargado de transcribir lo dictado por José Acevedo y Gómez, destacando su labor en el registro del documento que hoy se conoce como el Acta de Independencia.
Anteriormente, en 1809, se había desempeñado como secretario personal del general Antonio Nariño. También autorizó al jurista Camilo Torres Tenorio para la publicación del Memorial de Agravios, un documento fundamental en la crítica contra el régimen virreinal español en América.